# Батальон Риббентропа
Батальон Риббентропа, или Зондеркоммандо Кюнсберга (нем. Sonderkommando Künsberg) — батальон особого назначения войск СС, специально организованное подразделение при имперском министерстве иностранных дел Германии по инициативе рейхсминистра И.Риббентропа для разграбления особо ценных предметов искусства на оккупированных гитлеровцами территориях. Действовал в течение 1941—1944 годов.
Шефом был лично И. Риббентроп. Командовал батальоном штурмбанфюрер СС фон Кюнсберг, который находился в непосредственном подчинении Риббентропа.
Задачей «Батальона Риббентропа» был предусмотрен после оккупации крупных городов на территории СССР захват культурных и исторических ценностей, библиотек, научной документации учреждений, архивных фондов и т. д., с последующей отправкой их как «трофеев» в Германию.
На территории Украины действовала 4-я рота «Батальона Риббентропа». Наибольшие убытки нанесены Киеву, где была разграблена библиотека АН УССР, Киево-Печерская лавра, ряд музеев, в том числе, художественный музей Украины, музей русского искусства, музей западного и восточного искусства, Центральный музей Т. Шевченко, вывезены уникальные древние хроники Востока, древнерусские летописи, первые печатные книги Ивана Фëдорова, грамоты русских царей и универсалы украинских гетманов, нумизматические коллекции, коллекции старинного оружия, произведения И. Репина, В. Верещагина, Н. Ге, И. Айвазовского, И. Шишкина и многих др.
В Харькове из картинной галереи вывезено несколько сотен картин и произведений скульптуры, а из государственной научной библиотеки им. Короленко — многотысячный фонд ценной литературы.
В марте 1942 года военная добыча была представлена на выставке в Берлине, на которой, среди прочего, выставлено более чем 37 500 томов из царских дворцовых библиотек г. Пушкина (ранее Царское Село) и Гатчины, 69 000 географических карт, 75 000 наименований географической литературы, впоследствии распределенных между избранными и высшими представителями министерств, служб и канцелярий Рейха.
Многие ценности присваивалось служащими «Батальона Риббентропа», а также чиновниками оккупационной администрации, офицерами и солдатами вермахта.
На Международном военном трибунале в Нюрнберге фигурировали показания одного из видных сотрудников батальона — оберштурмфюрера СС Ферстера — непосредственного участника разграбления ряда музеев.

## Источник
- Батальйон Ріббентропа 1941—1944 // Енциклопедія історії України: Т. 1: А-В / Редкол.: В. А. Смолій (голова) та ін. НАН України. Інститут історії України. — К.: В-во «Наукова думка», 2003